# ZEPA Colonias de Cernícalo Primilla de San Vicente de Alcántara

## Situación
Inicialmente esta ZEPA incluía parte del núcleo urbano de San Vicente de Alcántara, cuya colonia fundamentalmente se encontraba en la Iglesia de San Vicente Mártir del siglo XVIII y tras perderse esta colonia las aves se trasladaron al cortijo llamado "Las Costeras" a varios kilómetros del casco urbano de San Vicente, y situado en el término municipal de Valencia de Alcántara.
En la actualidad el espacio protegido incluye parte del núcleo urbano y del cortijo antes mencionado. Con el proyecto life zepaurban se realizó un programa importante de reforzamiento de la población del cernícalo primilla en la Iglesia de San Vicente Mártir liberando durante cuatro campañas consecutivas más de 200 pollos nacidos en cautividad, a la vez que se instalaron numerosos nidales exteriores y bajo cubierta. Con esta actuación se consiguió recuperar de nuevo esta colonia, que ha pasado de cero a doce-trece parejas reproductoras.
La colonia está presente desde principios de febrero hasta mediados de agosto, fecha en que los primillas inician su migración al continente africano, donde pasan el invierno.

## Galería

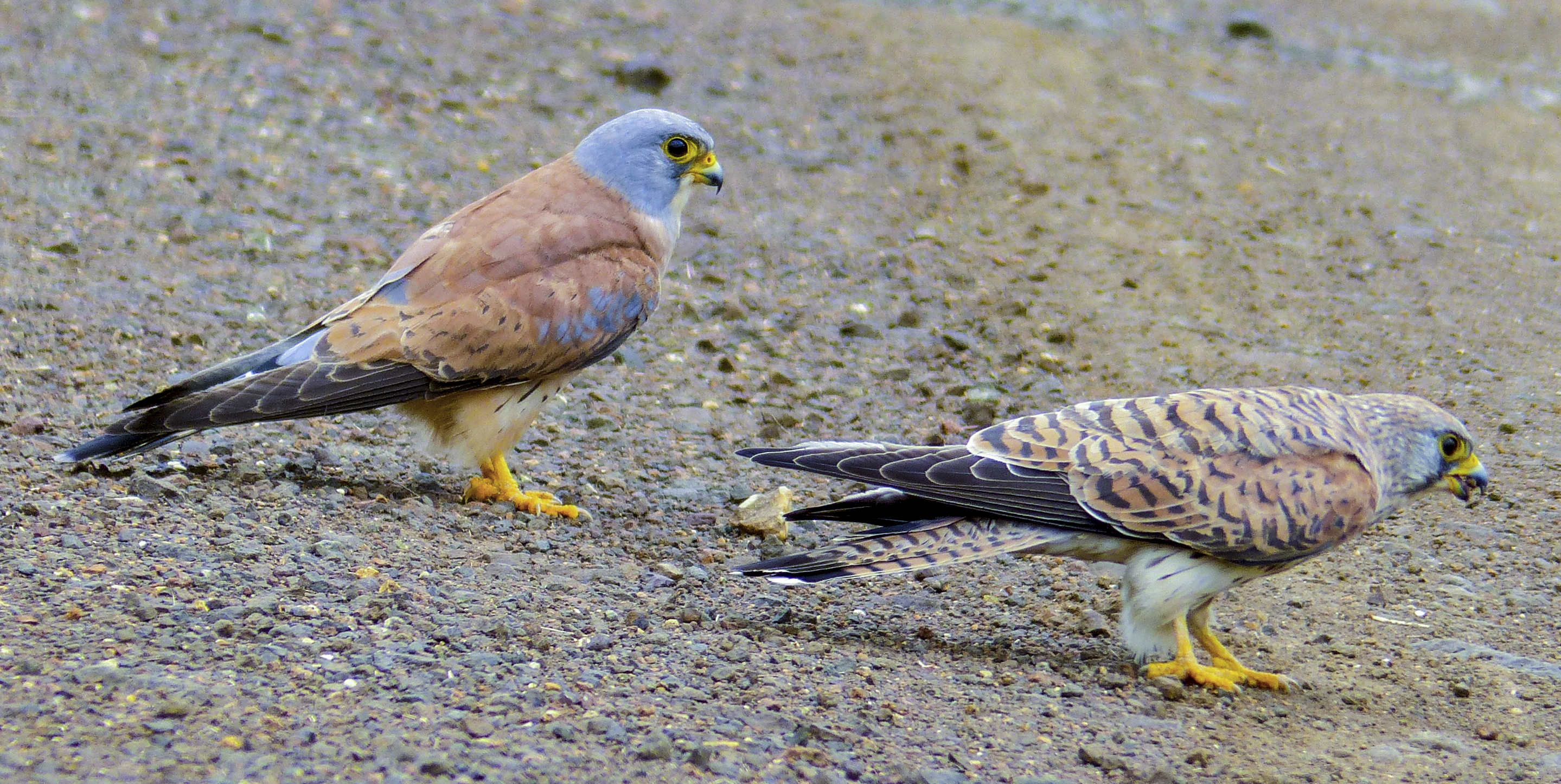
Cernícalos primilla, Macho (izq.) y Hembra (der.)
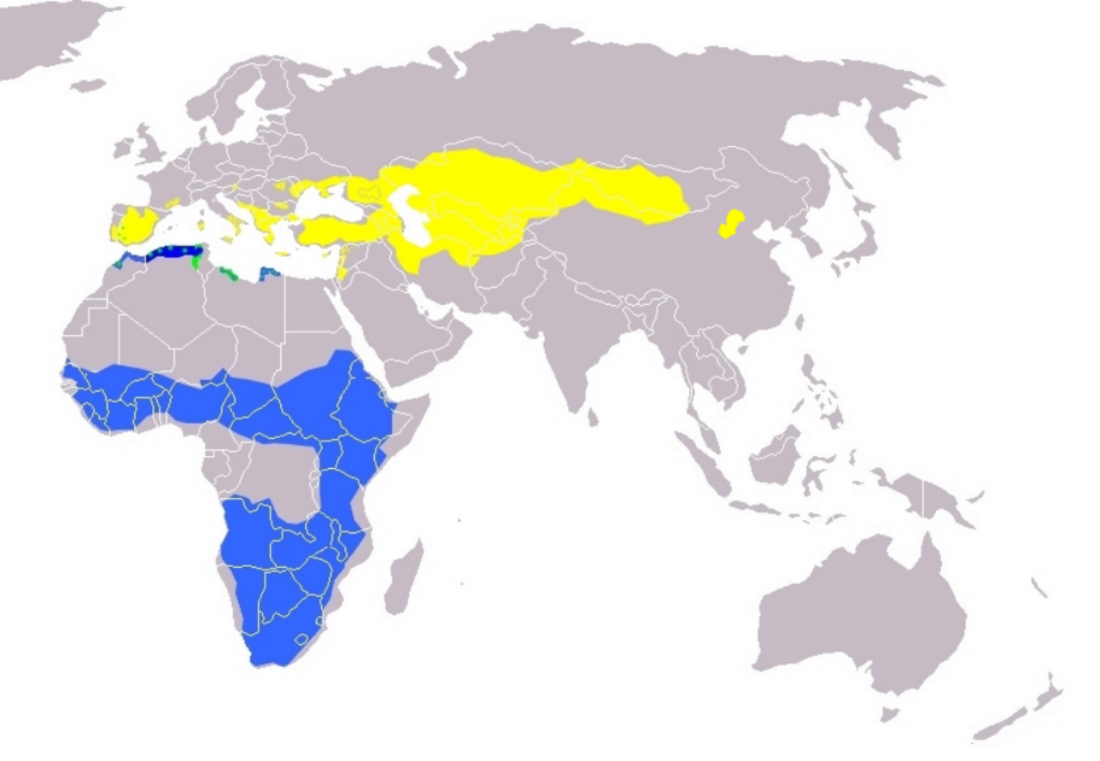
Área de distribución en el mundo del cernícalo primilla. En amarillo, áreas de cría; en azul, áreas de invernada
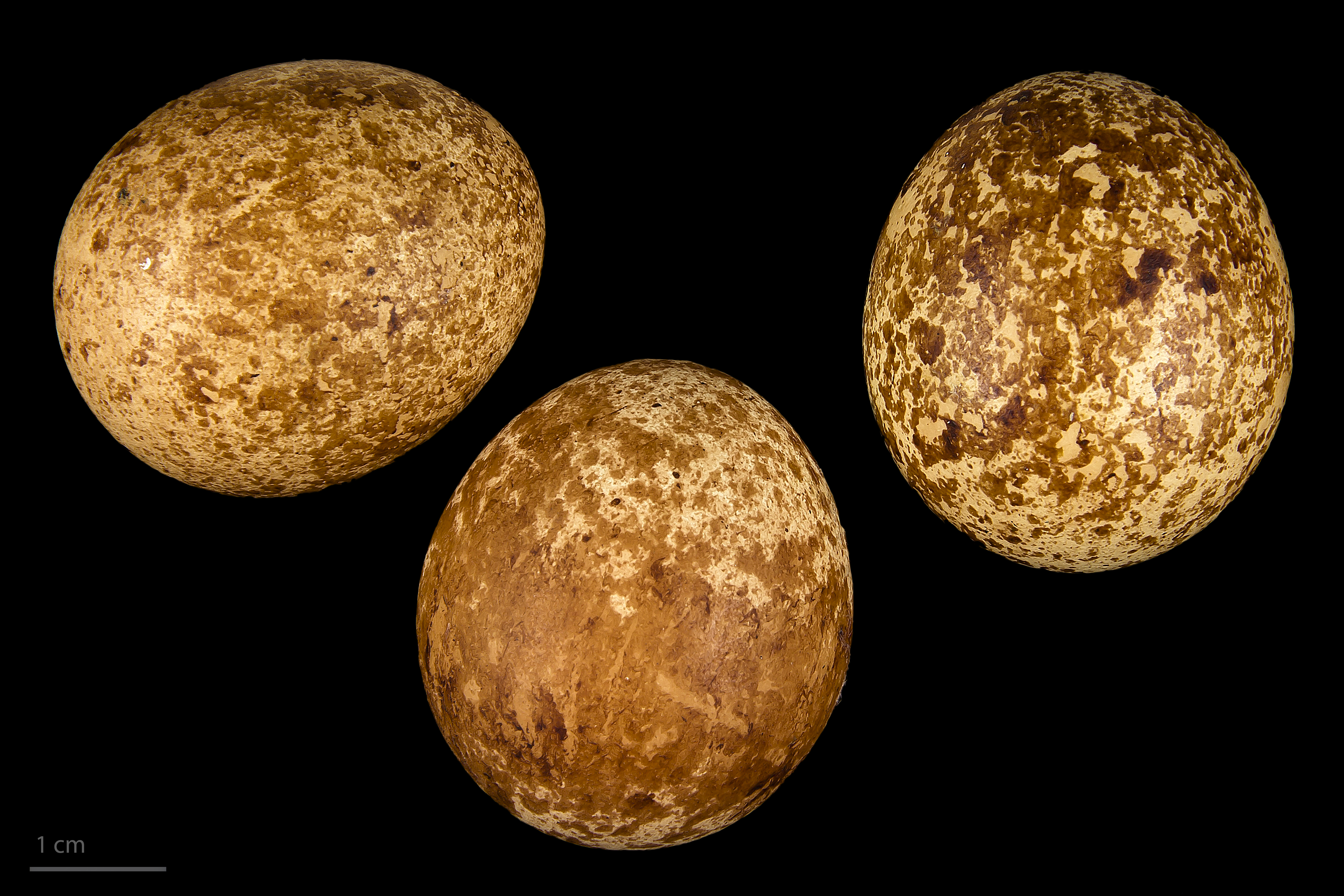
Huevos de Cernícalo primilla
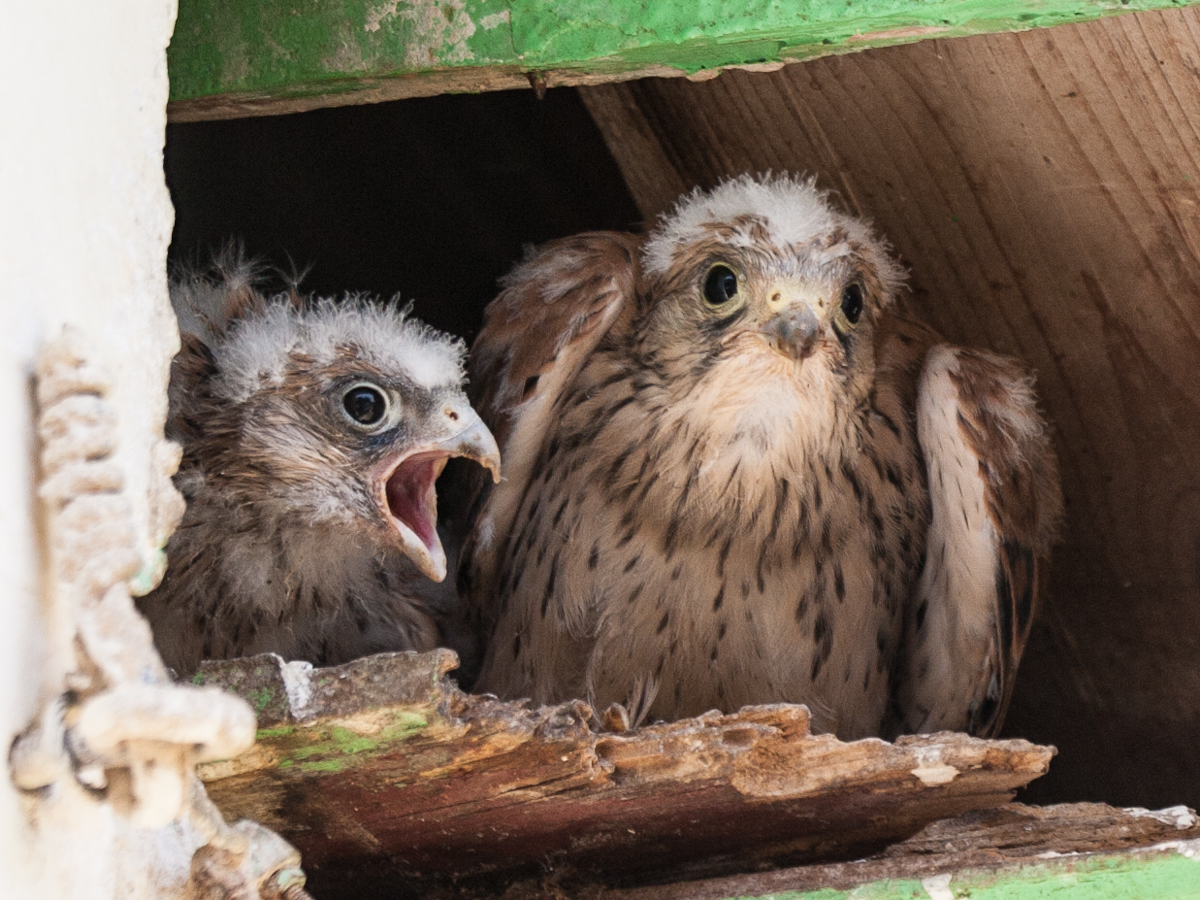
Crías de Cernícalo primilla

## Descripción
La ZEPA Colonias de Cernícalo Primilla de San Vicente de Alcántara fue creada en 2004 en el marco de la Directiva Comunitaria 79/409/CEE del Consejo, de 2 de abril de 1979, y sus modificaciones posteriores como la Directiva 147/2009/UE del Parlamento Europeo y del Consejo, de 30 de noviembre de 2009 (ver Directiva de Aves). Las ZEPAs están integradas en el conjunto de áreas protegidas Red Natura 2000 de la Unión Europea.
Cada ZEPA tiene un código asignado por la UE. El de cernícalos primilla de San Vicente de Alcántara es el ES0000424. Su denominación oficial es pues: ZEPA ES0000424 Colonias de Cernícalo Primilla de San Vicente de Alcántara.

## Características del cernícalo primilla (Falco naumanni)
Es un ave rapaz diurna de la familia Falconidae, de un tamaño algo menor que el cernícalo común o vulgar. El primilla es un pequeño halcón con una longitud de 30-35 cm y una envergadura de 60-65 cm. Pesa entre 120 y 145 g. Los machos tienen la cabeza de un gris azulado (los cernícalos vulgares, no), el dorso y parte superiores de las alas son marrón rojizo, sin las manchas negras que caracterizan a su pariente cercano. Las hembras tienen la cabeza marrón castaño densamente rayada de negro. Los jóvenes de ambos sexos son semejantes a las hembras adultas.

## Reproducción
Las puestas suelen tener entre tres y seis huevos, con una incubación de 26 a 31 días, fundamentalmente realizada por la hembra mientras el macho la alimenta.
La población de esta especie decayó considerablemente en España entre mediados del siglo XX y finales de los 80 (se estima que pasó de unas 100.000 parejas a unas 5.000). En los censos nacionales efectuados entre 1994 y 2000, quedó registrada una población de 12.000 parejas. Se ha evaluado que, a principios del 2000, habría unas 20.000 en territorio español peninsular. Un 30% de la población nacional de cernícalos primilla se encuentra en Extremadura. En efecto, en esta Comunidad hay 19 ZEPAs declaradas de cernícalos primilla, 9 en la provincia de Cáceres y 10 en la provincia de Badajoz.

## ZEPAs Colonias de Cernícalo Primilla en Extremadura

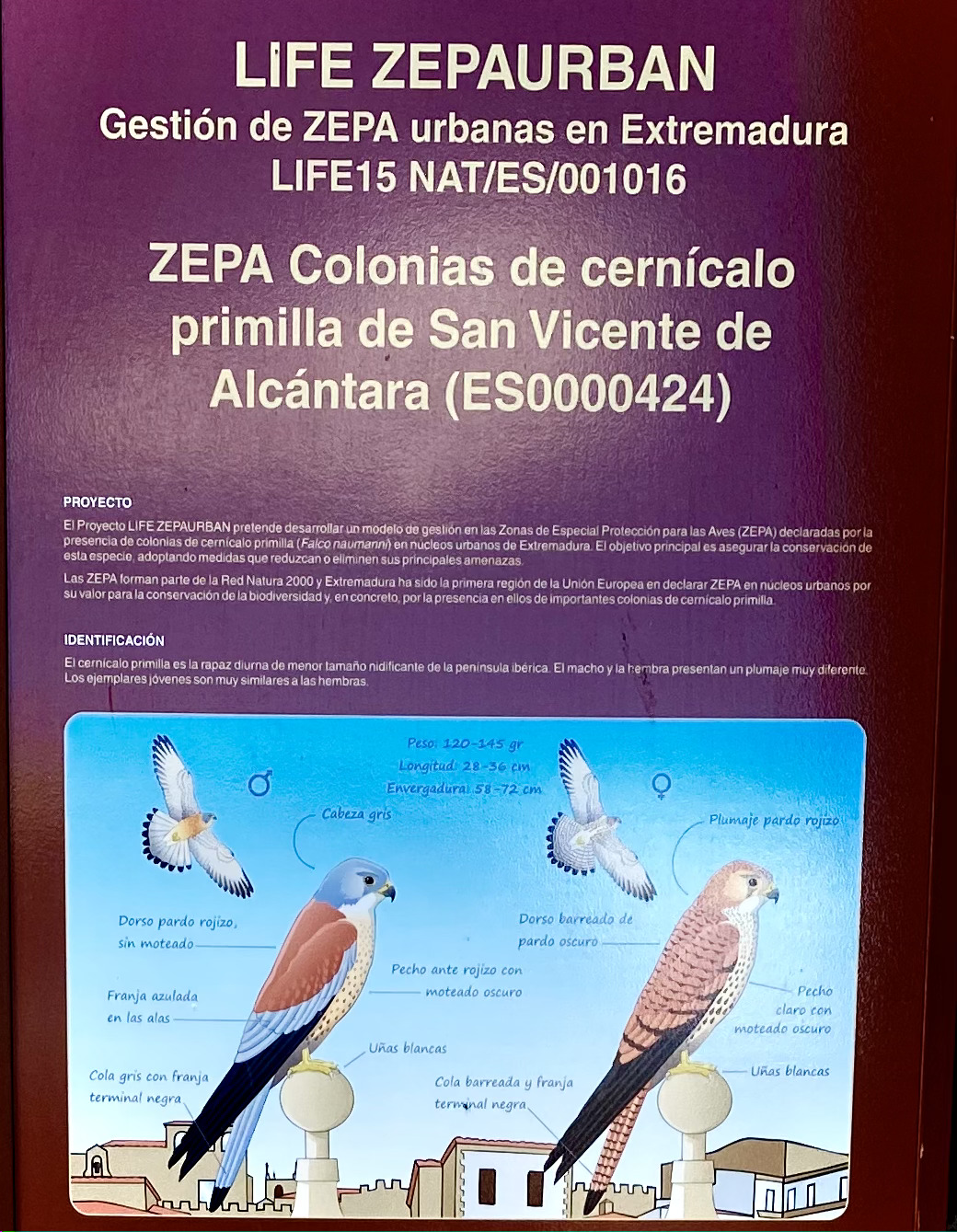
Cartel Informativo

### Badajoz

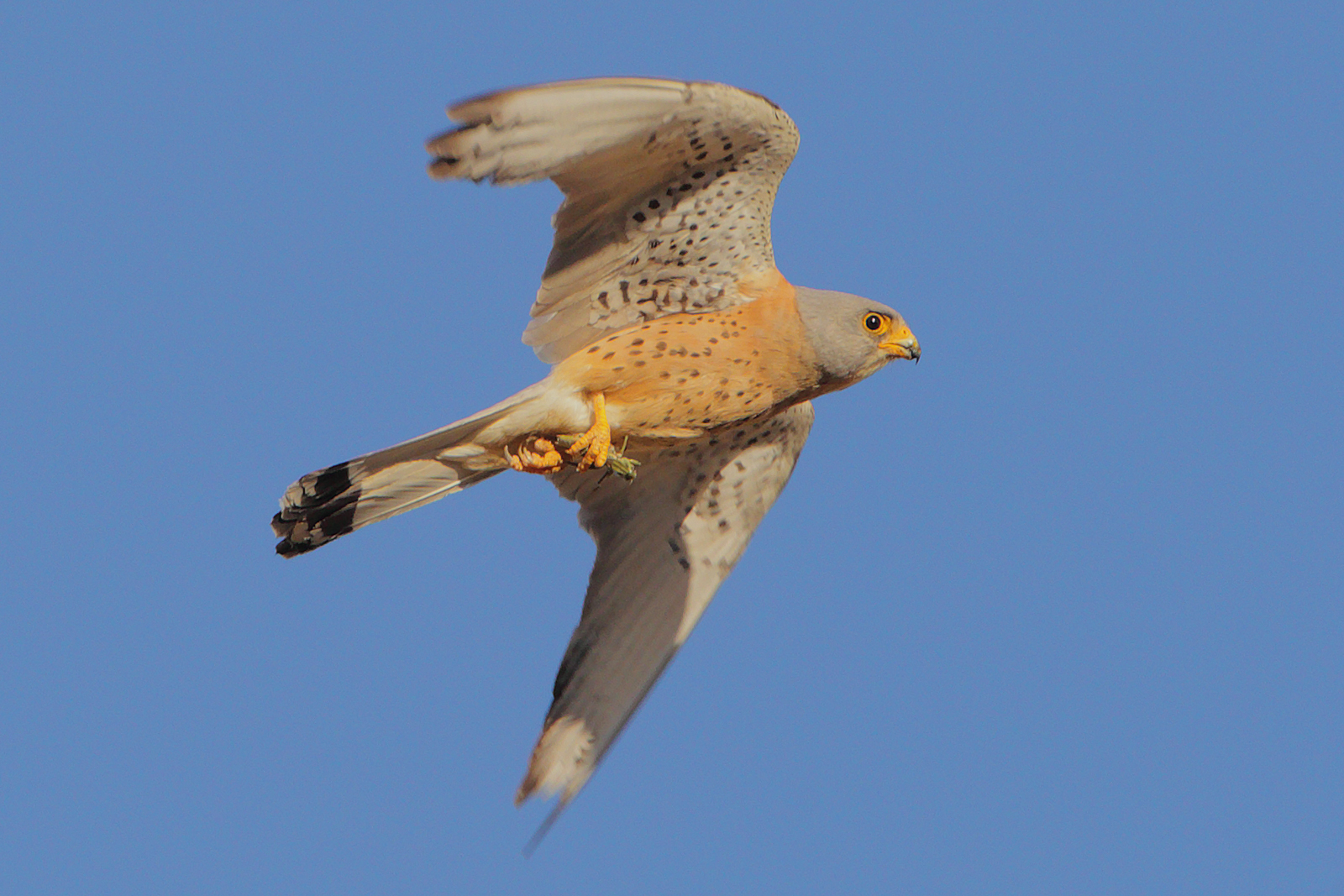
Cernícalo primilla en vuelo

- Acedera
- Alburquerque
- Almendralejo
- Fuente de Cantos
- Guareña
- Jerez de los Caballeros
- Llerena
- Ribera del Fresno
- San Vicente de Alcántara
- Zafra

### Cáceres
- Belvís de Monroy
- Brozas
- Cáceres
- Plasencia
- Casa de la Enjarada
- Garrovillas
- Jaraíz de la Vera
- Saucedilla
- Trujillo

### Alimentación y caza
Se alimenta de presas vivas, esencialmente insectos, pequeños roedores (ratoncillos de campo, musarañas) y  mamíferos, así como de reptiles como las lagartijas. Le gusta cazar en áreas despejadas de vegetación, con frecuencia campos de cereal. Utiliza generalmente el método de caza por cernido. Esta técnica consiste en permanecer un tiempo determinado en el aire sin desplazarse, batiendo semicircularmente las alas hasta que el cernícalo localiza a su presa y se abate sobre ella.

### Migración
En julio-agosto las colonias de primillas emprenden el viaje de retorno al continente africano, que suele durar unos 5 días. Algunos ejemplares machos invernan en el sur de España.
En África occidental forman grandes dormideros. Se considera que el mayor de ellos es el de Senegal con unos 30.000 individuos, lo que supone aproximadamente entre el 30% y el 50% de su población occidental.

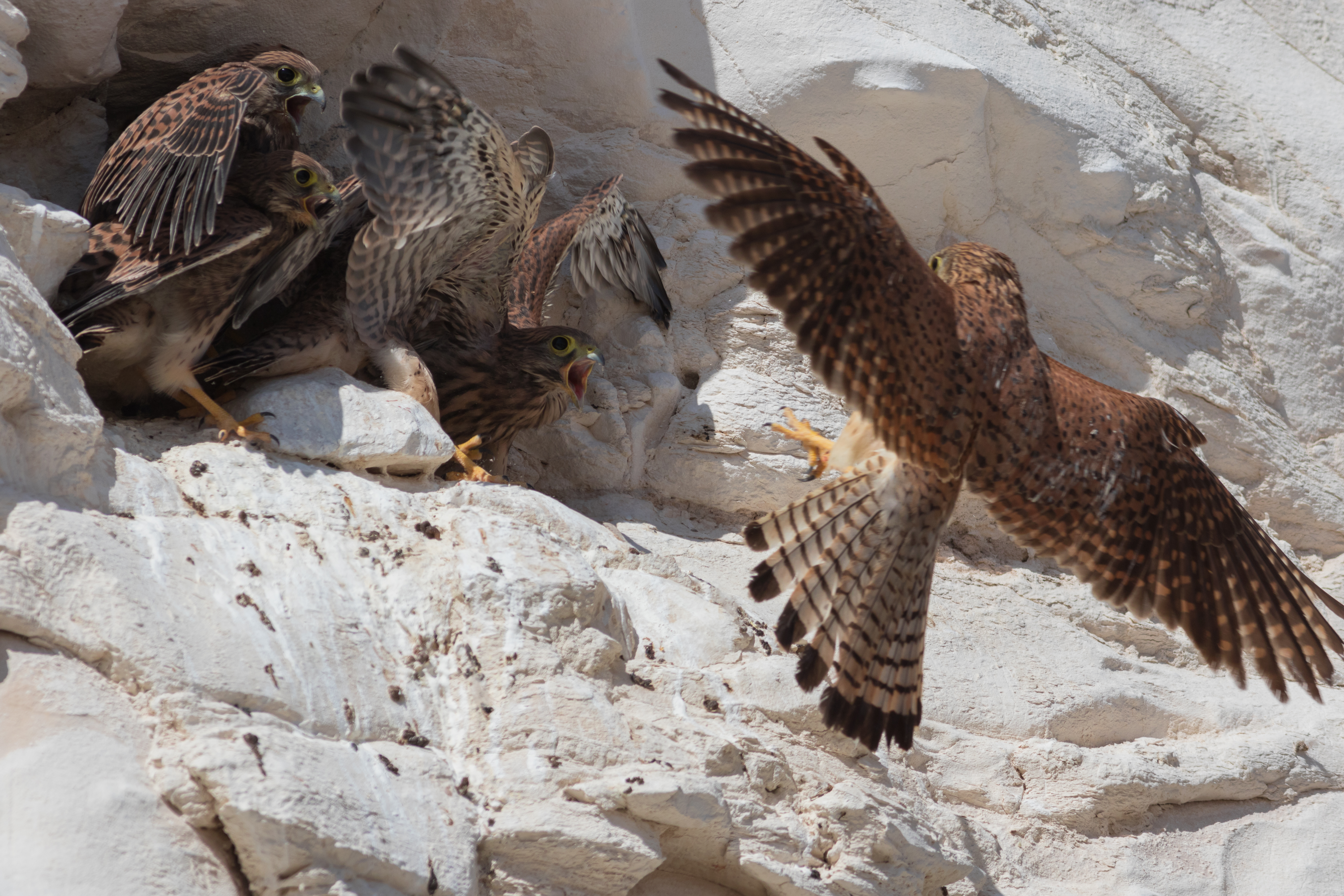
Nido de Cernícalos Primillas

### Vulnerabilidad y amenazas
1. Pérdida del hábitat de nidificación por destrucción de edificios antiguos o arreglo de tejados, principalmente.
2. Muerte por electrocución en tendidos con aislantes rígidos y transformadores.
3. Transformación del hábitat donde viven las poblaciones de sus presas, insectos y pequeños roedores.

La merma en la disponibilidad de presas debido a la utilización de insecticidas puede afectar a su alimentación. Los trabajos de restauración de los edificios donde tienen su hábitat también son perjudiciales. Como fue el caso de la reparación del tejado de la iglesia de San Vicente Mártir en la población pacense. 
Esta especie se ha mantenido durante largos años, desde 1994 hasta hace poco, en la lista de aves amenazadas, como especie vulnerable en la denominación de la Lista Roja de la UICN. Desde 2011, su situación en la Lista Roja es de Preocupación menor.